# Havran (Belianske Tatry)
Der Havran (älter slowakisch auch Panská vidla; deutsch Rabenstein, ungarisch Holló-kő oder Havrán, polnisch Hawrań) ist der höchste Berg des Gebirges Belianske Tatry (deutsch Belaer Tatra) innerhalb der Tatra. Er ist 2152 m n.m. hoch und erhebt sich im nordwestlichen Teil des Hauptkamms. Nachbarberge sind Nový und Muráň weiter westlich und die Ždiarska vidla weiter östlich. 
Der Name stammt nicht von Raben (slowakisch Sg. havran), die auf dieser Höhe nicht vorkommen, man findet hier lediglich die verwandte Art Kolkraben. Verwandt ist er jedoch mit der historischen Bezeichnung „Goldraben“ (und ferner mit dem slowakischen Wort haviari) für Goldsucher und Schatzgräber, davon abgeleitet nannte später man Eisenbahnbauer „Bahnraben“, auf Zipserdeutsch „Baraber“. Von 1859 bis nach dem Zweiten Weltkrieg gehörte das Bergmassiv zum Gemeindegebiet von Spišská Belá (deutsch Zipser Bela). 1892 wird der Berg vom evangelischer Pfarrer Samuel Weber „Havran oder Stara“ bezeichnet. Stara (slowakisch standardsprachlich stará oder starý, übersetzt „alt“) ist dabei ein mögliches Pendant zum Namen des benachbarten Bergs Nový („neu“, historisch deutsch Höhlenberg).
Der Berg ist wie der Großteil des Gebirges für Touristen gesperrt. In der Nähe passiert nur ein blau markierter Weg von Tatranská Javorina heraus über das am Südhang des Havran gelegene Tal Zadné Meďodoly bis zum Sattel Kopské sedlo und weiter nach Tatranské Matliare. Im Nordosten fallen die Hänge Richtung Tal Tristárska dolina ab.